# Le Statuaire et la Statue de Jupiter
Pour les articles homonymes, voir La Statue (homonymie).
Le Statuaire et la statue de Jupiter est la sixième fable du livre IX de Jean de La Fontaine situé dans le second recueil des Fables de La Fontaine, édité pour la première fois en 1678.

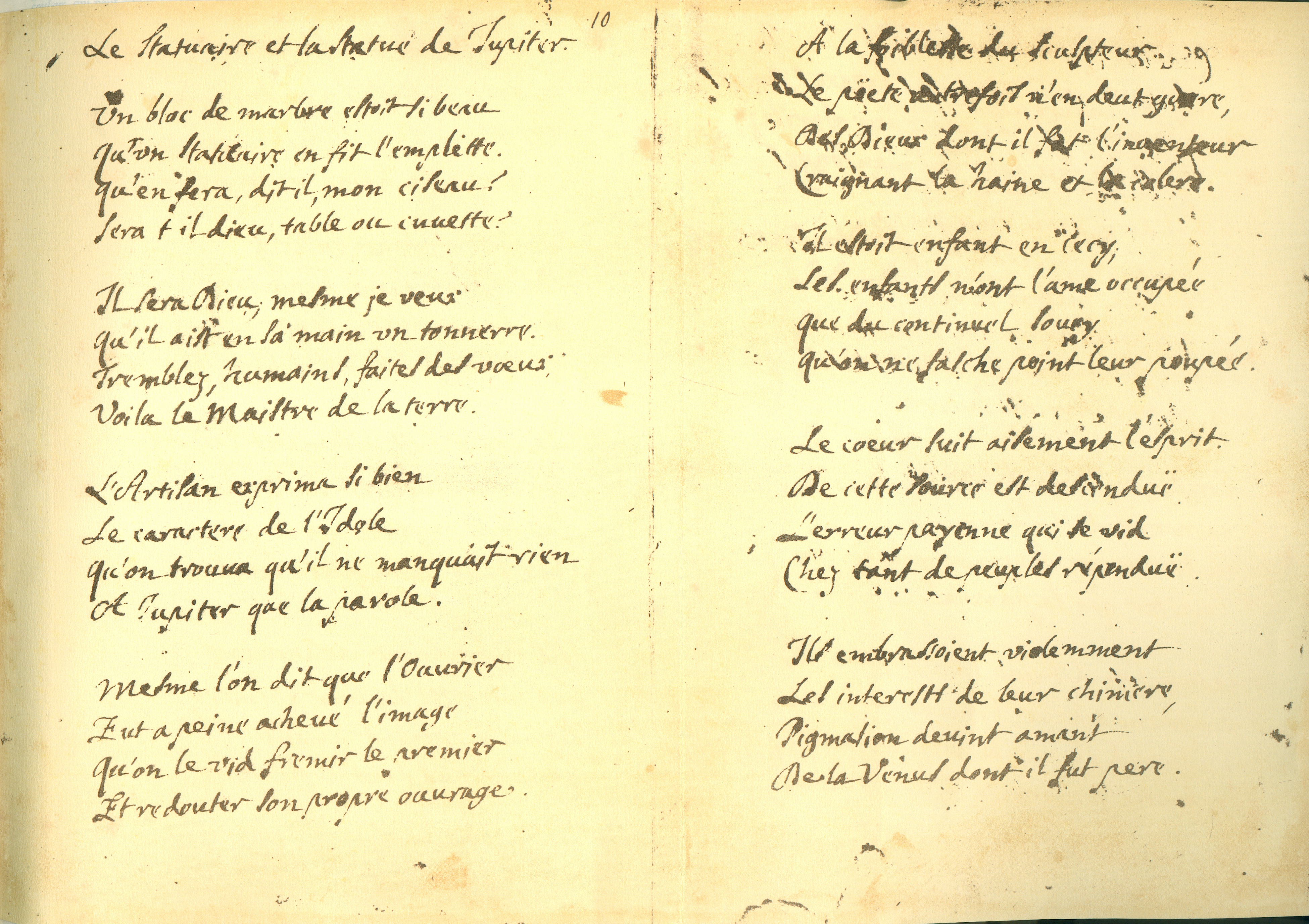
Fac-similé du manuscrit du Statuaire et la statue de Jupiter

## Texte de la fable
Un bloc de marbre était si beau

Qu’un Statuaire en fit l’emplette.

Qu’en fera, dit-il, mon ciseau ?

Sera-t-il Dieu, table, ou cuvette ?

Il sera Dieu : même je veux

Qu’il ait en sa main un tonnerre.

Tremblez humains ; Faites des vœux ;

Voilà le maître de la terre.

L’Artisan exprima si bien

Le caractère de l’Idole,

Qu’on trouva qu’il ne manquait rien

À Jupiter que la parole.

Même l’on dit que l’ouvrier

Eut à peine achevé l’image,

Qu’on le vit frémir le premier,

Et redouter son propre ouvrage.

À la faiblesse du Sculpteur

Le Poète autrefois n’en dut guère,

Des Dieux dont il fut l’inventeur

Craignant la haine et la colère.

Il était enfant en ceci :

Les enfants n’ont l’âme occupée

Que du continuel souci

Qu’on ne fâche point leur poupée.

Le cœur suit aisément l’esprit :

De cette source est descendue

L’erreur païenne qui se vit

Chez tant de peuples répandue.

Ils embrassaient violemment

Les intérêts de leur chimère.

Pygmalion devint amant

De la Vénus dont il fut père.

Chacun tourne en réalités

Autant qu’il peut ses propres songes :

L’homme est de glace aux vérités,

Il est de feu pour les mensonges.
— Jean de La Fontaine, Fables de La Fontaine, Le Statuaire et la Statue de Jupiter, texte établi par Jean-Pierre Collinet, Fables, contes et nouvelles, Gallimard, « Bibliothèque de la Pléiade », 1991, p. 357